# Distrikt José Sabogal
Der Distrikt José Sabogal liegt in der Provinz San Marcos in der Region Cajamarca in Nordwest-Peru. Der Distrikt wurde am 27. Dezember 1984 gegründet. Benannt wurde er nach José Sabogal (1888–1956), einem peruanischen Maler, der aus der Region stammte.
Der Distrikt hat eine Fläche von 583 km². Beim Zensus 2017 wurden 13.023 Einwohner gezählt. Im Jahr 1993 lag die Einwohnerzahl bei 10.232, im Jahr 2007 bei 12.985. Sitz der Distriktverwaltung ist die auf einer Höhe von 3323 m gelegene Ortschaft Venecia mit 400 Einwohnern (Stand 2017). Venecia befindet sich 17 km nordöstlich der Provinzhauptstadt San Marcos.

## Geographische Lage
Der Distrikt José Sabogal liegt an der Ostflanke der peruanischen Westkordillere am Westufer des nach Norden fließenden Río Marañón. Er erstreckt sich über den Osten und Nordosten der Provinz San Marcos. Die Marañón-Nebenflüsse Río Crisnejas und Río Miriles begrenzen den Distrikt im Süden und im Norden. Der Río Molino durchquert den zentralen Teil des Distrikts in östlicher Richtung und mündet schließlich in den Río Marañón.
Der Distrikt José Sabogal grenzt im Süden an den Distrikt Sitacocha (Provinz Cajabamba), im Südwesten und im Westen an die Distrikte José Manuel Quiroz, Pedro Gálvez und Gregorio Pita, im Norden an den Distrikt Oxamarca (Provinz Celendín) sowie im Osten an die Distrikte Longotea, Ucuncha und Bolívar (alle drei in der Provinz Bolívar).

## Ortschaften
Im Distrikt gibt es neben dem Hauptort folgende größere Ortschaften:
- Alto Yerba Buena La Florida
- El Amante
- Gelig (oder Jelic)
- Huagal
- Jalcapampa
- La Pauca
- Licliconga
- Malibamba
- Pampa Alegre
- Paypay
- San Isidro
- Tinyayoc
- Ventanillas